# Сольники (Білостоцький повіт)
Сольники (пол. Solniki) — село в Польщі, у гміні Заблудів Білостоцького повіту Підляського воєводства.
Населення — 53 особи (2011).
У 1975-1998 роках село належало до Білостоцького воєводства.

## Демографія
Демографічна структура станом на 31 березня 2011 року:
|          | Загалом | Допрацездатний вік | Працездатний вік | Постпрацездатний вік |
| -------- | ------- | ------------------ | ---------------- | -------------------- |
| Чоловіки | 29      | 3                  | 19               | 7                    |
| Жінки    | 24      | 3                  | 8                | 13                   |
| Разом    | 53      | 6                  | 27               | 20                   |